# Dziarżhatunkauczastak
Dziarżhatunkauczastak (biał. Дзяржгатункаўчастак; ros. Госсортучасток, Gossortuczastok) – osiedle na Białorusi, w obwodzie mińskim, w rejonie nieświeskim, w sielsowiecie Nieśwież, przy drodze republikańskiej R12. Graniczy z Nieświeżem.